# Jaime Arôxa
Jaime Arôxa (Recife, 15 de abril de 1961) é um bailarino, dançarino, coreógrafo e professor brasileiro. É considerado um dos maiores profissionais da dança no Brasil.

## Biografia
Em 1986, montou sua própria escola. Paralelamente a sua vida de professor, Jaime Arôxa, coreografa peças, filmes, novelas, shows.
Em 1989/1990 coreografou e dançou seu primeiro trabalho para a televisão na abertura da novela Kananga do Japão da extinta Rede Manchete, ganhando projeção nacional o que lhe proporcionou diversos outros trabalhos e convites para o teatro e a televisão. Estudou salsa em Cuba e Costa Rica, fazendo intercâmbio na Escola Nacional de Cuba. Viajou por diversos países da Europa estudando dança de competição, entre eles: França, Itália e Alemanha.
Estuda tango há mais de dez anos na Argentina, fazendo de Buenos Aires sua segunda cidade.
Estudou jazz e ballet clássico e desenvolveu seu conhecimento teatral. Além da dança, faz palestras para os mais diversos setores como: fisioterapia, educação física (ENAF), didática e liderança. Em suas palestras desenvolve vários temas utilizando antropologia, filosofia e sua experiência de vida.
Idealizou e realizou o I Encontro Internacional de Dança de Salão em 1995, no Hotel Glória (RJ), com representantes de várias partes do mundo, que marcou o início de um trabalho voltado para informação e reciclagem de professores de danças de par. Atualmente o Curso de Férias para Professores é realizado 2 vezes por ano, em janeiro e julho, com público de todo o Brasil. O conteúdo do curso prioriza as Técnicas de Ensino desenvolvidas ao longo de sua trajetória, valorizando temas como Condução e Contato, Musicalidade, Postura e Equilíbrio. Em 1997 realiza o II Encontro Internacional, onde apresenta ao público brasileiro a dança competitiva: traz ao Rio de Janeiro o casal de dinamarqueses campeões mundiais de Ballroom Dancing.
Coreografou vários clips. Durante três anos trabalhou com a Star Cruises – desenvolvendo trabalho como coreógrafo, além de selecionar os bailarinos brasileiros e argentinos para os shows produzidos pela companhia. Ao completar 27 anos de carreira, sua escola de dança migrou do número 155 para o 41 da rua São Clemente, em Botafogo. Em 2013 a escola muda novamente de endereço, ainda mantendo-se em Botafogo, e passa funcionar na rua Arnaldo Quintela 22, «onde funciona até hoje» com aulas de todos os ritmos de dança de salão (bolero, soltinho, samba de gafieira, salsa, zouk, forró e tango), em horários diversos, de segunda a sábado.
Recentemente se casou com a renomada bailarina internacional Kiri Chapman. 
Jaime e Kiri possui uma parceria de dança viajando por todo o mundo.

## Realizações
I e II Encontro Internacional de Dança de Salão
Espetáculo Salão Brasil
Espetáculo “Homem a Mulher e a Música”
2 vídeos didáticos: Rio de Janeiro e Alemanha
Curso de Férias para Professores

### Shows
Mastruz com Leite
Beto Barbosa
Negritude Júnior
Zezé di Camargo e Luciano
José Augusto
Tânia Alves
Elymar Santos
Roberta Miranda
Beth Carvalho
Jorge Aragão

### Televisão
Rainha da Sucata - abertura e participações
Salsa e Merengue - coreografias e participações
Celebridade (telenovela) - coreografias e participações
JK (minissérie) - ensinou e coreografou todo elenco
Andando nas Nuvens - consultoria, coreografias e participações
Esplendor - coreografias e participações
Você Decide - episódios
A Vida Como Ela É - episódios
Vida ao Vivo Show - participação
Vídeo Show - participação
Gente Inocente - jurado
Shop Time - episódios
Dança dos Famosos - jurado
Dancing Brasil - jurado

### Cinema
Policarpo Quaresma – coreógrafo
A Hora Mágica – coreógrafo
Papa, Rua Alguém 5555 – coreógrafo
Deus é Brasileiro – coreógrafo
Arabi – coreógrafo
The Games of Their Lifes – coreógrafo
Olga - forneceu bailarinos da sua Companhia de Dança.

### Festivais
IV Novembro da Dança em João Pessoa, PB - palestrante e bailarino convidado.
19º Festival de Dança de Joinville - jurado, professor e bailarino convidado.
Festival de Dança do Recife - jurado, professor e bailarino convidado.
ENAF - professor e palestrante.
Paraguai - professor e bailarino convidado.
São Bernardo - bailarino convidado.
Londrina (Fitness) - professor.
Fortaleza - professor e bailarino convidado.
50º Aniversário da Federação Italiana de Dança
Campeonato Internacional de Dança de Chartre - bailarino convidado.

### Congressos
6° Congresso Mundial de Salsa do Brasil - professor
3º Congresso Mundial de Zouk de Porto Seguro - professor
1º Congresso de Samba Cerrado em Gôiania 2009

### Coreografo da comissão de frente
Unidos do Porto da Pedra
Unidos de Vila Isabel
Caprichosos de Pilares
Mocidade Independente de Padre Miguel
Estação Primeira de Mangueira
União da Ilha do Governador
Unidos de Vila Isabel
Paraíso do Tuiuti

## Premiações
Estandarte de Ouro

2011 - Melhor Comissão de Frente (Mangueira) 